# 和平区 (天津市)
和平区（わへいく）は中華人民共和国天津市に位置する市轄区。天津市人民政府の所在地である。

## 地理
東は海河に接し天津の中心市街をなす。区内にはイギリスやフランスなどの租界時代の建築物が多く残っている。南京路、濱江道、和平路などが商業中心地として発展し、日本企業も多く進出している地域である。

## 歴史
和平地区に行政区画が設置されたのは宋代の大観年間（1107年-1110年）に設置された靖海県である。1113年には乾寧県に編入され、1126年（靖康元年）には金朝に割譲された。
その後各王朝による行政改編を受け、1731年（雍正9年）、清朝により天津県が設置され、清末の1860年（咸豊10年）以降は『北京条約』により英仏米日の租界が設置されていた。
1949年、中華人民共和国が成立すると天津市には11区が設置された。1952年10月、11区が8区に整理統合されると和平地区には第一区及び第五区が設置され、1956年にはそれぞれ和平区、新華区と改称された。1958年9月、再度行政区の整理統合が行われ和平区、新華区及び城廂区、河北区の一部が合併し現在の和平区が成立、現在に至っている。

## 観光
- 静園 - 宣統帝溥儀と婉容が一時期生活した場所。彼らの部屋は2Fにある一方、文繡は使用人が住む1Fで生活した。
- 張園 - 清朝の官僚・张彪の邸宅。溥儀らが一時期住んでいた。

## 行政区画
この節の参考文献
| 街道弁事処 | 社区 |
| ---------- | --- |
| 勧業場街道 | 花園路社区、浜西社区、兆豊路社区、林泉社区、新疆路社区、南京路社区、寧夏路社区、福明社区、百貨大楼社区、新津社区、蒙古路社区、静園社区             |
| 小白楼街道 | 泰安道社区、樹徳里社区、崇仁里社区、承徳道社区、長春道社区、解放路社区、達文里社区、大同道社区、開封道社区                                         |
| 五大道街道 | 育文坊社区、友誼里社区、文化里社区、福林里社区、尚友里社区、泰来里社区、湖南路社区、澳門路社区、三盛里社区、安楽村社区、国際公寓社区、華蔭南里社区 |
| 新興街道   | 新興南里社区、新興北里社区、永豊里社区、土山花園社区、金泉里社区、犀地社区、朝陽里社区、興河里社区、衛華里社区、衛津路社区、西康路社区             |
| 南営門街道 | 昆明路社区、西寧道社区、天興里社区、競業里社区、綿陽道社区、世昌里社区、香榭里社区、天新里社区、文化村社区、海光寺社区                             |
| 南市街道   | 慶有西里社区、懐遠里社区、福厚西里社区、福方里社区、裕徳里社区、新文化花園社区、新世界花園社区、食品街社区、大都会社区                             |